# Рафаило Маргулис
Рафаило Маргулис (Београд, 26. септембар 1885 – ?) српски лекар, резервни санитетски потпуковник, учесник Балканских ратова 1912-1913. године и Првог светског рата, председник добротворног удружења „Потпора”. 

## Живот и каријера
Рођен је 1885. године у Београду од оца Морица Марагулиса. Након завршетка Медицинског факултета, отслужио је је војску у Дунавској болничкој чети (1910). По одслужењу војног рока постао је активни официр, у војсци Краљевине Србије и у њој служио до марта 1925. године
Као трупни лекар VII пешадијског пука српске војске учествовао је у борбеним активностима за времеБалканских ратова 1912-1913. године.
У Првом светском рату био је на дужности лекара у резервној војној болници у Краљеву, а затим у II пољској болници Тимочке дивизије као командир. Потом је био командир завојишта Равањског одреда и лекар при завојишту Шумадијске дивизије II позива. Обављао је и дужност командира II пољске болнице Дринске дивизије, све док га  Аустроугарски војници нису заробили болесног у Пећи, 1915. године.
Чин мајора стекао је одмах по завршетку Првог светског рата, маја 1919, године, а у чин потпуковника  произведен је 1924. године.
Војску је напусио у чину потпуковника 1926. године и  након тога радио као лекар у приватној лекарској пракси у Београду.
Након Првог светског рата обављао је дужност председник добротворног удружења „Потпора” („Друштва за подршку проучавању вештина, вештина и високих академских наука овде и на страни“), у оквиру кога је радио на јачању јеврејских заједница у Краљевини Југославији и организовању великих забаве, елитнних по посети и уметничком нивоу, на којима је прикупљан прилог за материјалну помоћ штићеницима удружења.